# أوين مسجدلو
أوين مسجدلو هي قرية في مقاطعة ميانة، إيران. عدد سكان هذه القرية هو 617 في سنة 2006.